# Helen Gallagher
Pour les articles homonymes, voir Gallagher.
Helen Gallagher, née à Brooklyn le 19 juillet 1926 et morte le 24 novembre 2024 à Manhattan, est une actrice, danseuse et chanteuse américaine. Elle reçoit trois Emmy Awards, deux Tony Awards et un Drama Desk Award.

## Biographie
Née à Brooklyn, elle a grandi à Scarsdale, New York et dans le Bronx. Ses parents se sont séparés et elle a été élevée par une tante. Elle souffrait d'asthme. 
Helen Gallagher est connue pour ses participations à des productions de Broadway. Elle est apparue dans Make a Wish, Hazel Flagg, Portofino, High Button Shoes et Sweet Charity (pour laquelle elle a reçu une nomination aux Tony Awards 1967 en tant que meilleure actrice dans une comédie musicale), dans le rôle-titre et terminant la production originale de Broadway. Elle est également apparue dans Cry for Us All.
En 1952, elle a remporté un Tony Award pour son travail dans la reprise de Pal Joey. En 1971, elle remporte son deuxième Tony pour son rôle dans la renaissance de la comédie musicale No, No, Nanette. Son numéro de chant et de danse sur You Can Dance With Any Girl avec Bobby Van, a été filmé lors de la cérémonie des Tony Awards 1972. Plus tard, elle a endossé le rôle de Sue Smith dans la renaissance de la série Papermill Playhouse.
Helen Gallagher apparait dans le film de 1977 Roseland aux côtés de Christopher Walken. Aficionado de Rodgers et Hammerstein, elle est apparue sur un hommage spécial à Richard Rodgers sur The Bell Telephone Hour.

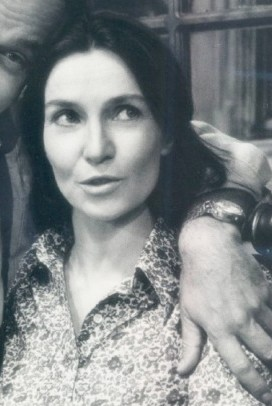
Helen Gallagher dans la série Ryan's Hope en 1977.

Malgré son travail considérable à Broadway, elle est peut-être mieux connue pour son rôle de Maeve Ryan dans la série télévisée Ryan's Hope. Un rôle qu'elle a joué pendant toute la durée de l'émission, de 1975 à 1989. Elle a été nommée pour cinq Daytime Emmy Awards pour son travail sur le série, gagnant en 1976, 1977 et 1988.
Au moment où elle est choisie pour Ryan's Hope, Gallagher enseigne le chant chez elle trois fois par semaine. Michael Hawkins, qui a joué le premier Frank Ryan, était l'un de ses élèves.
Au fur et à mesure que l'émission progressait dans les années 1980, les cotes d'écoute ont chuté. Lorsque les dirigeants d'ABC ont annulé Ryan's Hope, Claire Labine a terminé le dernier épisode avec Maeve au bar familial, en chantant Danny Boy. Presque immédiatement après l'annulation de Ryan's Hope, Gallagher a fait une apparition dans Another World, dans All My Children et dans One Life to Live. Elle a continué à jouer dans diverses productions théâtrales professionnelles et hors Broadway.
En 1984, Gallagher a joué dans le rôle-titre de Tallulah, une biographie musicale de l'actrice Tallulah Bankhead. Dans les années 1990, elle a joué dans New York, police judiciaire et The Cosby Mysteries. En 1997, elle a joué dans le film dramatique indépendant, Neptune's Rocking Horse.
Elle est membre du corps professoral du Herbert Berghof Studio à New York.

## Théâtre
| Ouverture        | Clôture                  | Titre                         | Rôle                                     | Théâtre                                                  |
| ---------------- | ------------------------ | ----------------------------- | ---------------------------------------- | -------------------------------------------------------- |
| 7 décembre 1944  | 12 mai 1945              | Seven Lively Arts             | Understudy Corps de Ballet               | Ziegfeld                                                 |
| 6 septembre 1945 | 15 septembre 1945        | Mr. Strauss Goes to Boston    | Corps de Ballet                          | New Century                                              |
| 21 décembre 1945 | 29 juin 1946             | Billion Dollar Baby           | Chœur Danseuse                           | Alvin                                                    |
| 13 mars 1947     | 31 juillet 1948          | Brigadoon                     | Danseuse                                 | Ziegfeld                                                 |
| 9 octobre 1947   | 2 juillet 1949           | High Button Shoes             | Nancy                                    | New Century Shubert Broadway                             |
| 13 octobre 1949  | 18 mars 1950             | Touch and Go                  | Daughter Neighbor The Girl Theatregoer   | Broadhurst Broadway                                      |
| 18 avril 1951    | 14 juillet 1951          | Make a Wish                   | Poupette                                 | Winter Garden                                            |
| 3 janvier 1952   | 18 avril 1953            | Pal Joey                      | Gladys Bumps                             | Broadhurst                                               |
| 11 février 1953  | 19 septembre 1953        | Hazel Flagg                   | Hazel Flagg                              | Mark Hellinger                                           |
| 13 mai 1954      | Novmber 24 novembre 1956 | The Pajama Game               | Gladys (replacement)                     | St. James Shubert Theatre                                |
| 20 avril 1955    | 31 mai 1955              | Guys and Dolls                | Miss Adelaide                            | City Center                                              |
| 18 mai 1955      | 29 mai 1955              | Finian's Rainbow              | Sharon McLonergan                        | City Center                                              |
| 9 avril 1957     | 5 mai 1957               | Brigadoon                     | Meg Brockie                              | Adelphi                                                  |
| 21 février 1958  | 22 février 1958          | Portofino                     | Kitty                                    | Adelphi                                                  |
| 19 mars 1958     | 30 mars 1958             | Oklahoma!                     | Ado Annie Carnes                         | City Center                                              |
| 31 décembre 1964 | 23 janvier 1965          | Royal Flush                   | Understudy                               | Shubert                                                  |
| 29 janvier 1966  | 15 juillet 1967          | Sweet Charity                 | Nickie doublure de Charity               | Palace                                                   |
| 24 mai 1966      | 3 janvier 1970           | Mame                          | Remplaçante d'Agnes Gooch                | Winter Garden Broadway                                   |
| 8 avril 1970     | 15 avril 1970            | Cry for Us All                | Bessie Legg                              | Broadhurst                                               |
| 19 janvier 1971  | 3 février 1973           | No, No, Nanette               | Lucille Early                            | 46th Street                                              |
| 11 novembre 1972 | 11 février 1973          | Much Ado About Nothing        | Assistante chorégraphe de Donald Saddler | Winter Garden                                            |
| 26 avril 1976    | 9 mai 1976               | Tickles by Tucholsky          |                                          | Theatre Four                                             |
| 5 octobre 1977   | 27 novembre 1977         | Le Misanthrope                | Arsinoe                                  | Joseph Papp Public Theater New York Shakespeare Festival |
| 14 juin 1978     | 3 décembre 1978          | The American Dance Machine    | Reconstruction chorégraphique            | Century                                                  |
| 10 octobre 1978  | 12 novembre 1978         | A Broadway Musical (en)       | Maggie Simpson                           | Theatre of the Riverside Church                          |
| 8 octobre 1979   | 28 août 1982             | Sugar Babies                  | Remplacement                             | Mark Hellinger                                           |
| 14 mai 1981      | 25 octobre 1981          | I Can't Keep Running in Place | Beth                                     | Westside                                                 |
| 13 juin 1983     | NC                       | Tallulah                      | Tallulah Bankhead                        | Westside Arts                                            |
| 23 août 1983     | 5 septembre 1983         | Same Time, Next Year          | Doris                                    | Ivoryton Playhouse                                       |
| 9 mars 1987      | 9 mars 1987              | Star Dust                     | Performer                                | Sardi's                                                  |
| 17 mai 1990      | 8 juillet 1990           | Annie 2                       | Fran Riley                               | Norma Terris                                             |
| 6 septembre 1990 | 9 septembre 1990         | Money Talks                   |                                          | Promenade                                                |
| Juin 1996        | Juin 1996                | Home                          | Mother                                   | Ensemble Studio Theatre                                  |
| 9 avril 1997     | 27 mai 1997              | No, No, Nanette               |                                          | Papermill Playhouse                                      |
| 28 janvier 2000  | 30 janvier 2000          | 70, Girls, 70                 | Gert                                     | York Theatre Company                                     |

## Cinéma et télévision
| Année     | Titre                                    | Rôle              | Notes                                                              |
| --------- | ---------------------------------------- | ----------------- | ------------------------------------------------------------------ |
| 1949      | Manhattan Showcase                       | Invitée           |                                                                    |
| 1951      | Don Ameche's Musical Playhouse           | Elle-même         | 25 janvier 1951                                                    |
| 1951      | Don Ameche's Musical Playhouse           | Elle-même         | 4 février 1951                                                     |
| 1951      | Paul Whitman's Goodyear Revue            | Elle-même         | 20 mai 1951                                                        |
| 1951      | General Electric Guest House             | Elle-même         | 12 août 1951                                                       |
| 1951      | The Mel Torme Show                       | Elle-même         | 5 novembre 1951                                                    |
| 1951      | Colgate Comedy Hour                      | Elle-même         | épisodes 1.35 and 1.40                                             |
| 1952      | The Ezio Pinza Show                      |                   | 1 février 1952                                                     |
| 1953      | The Ed Sullivan Show                     | Elle-même         | épisodes 6.25 and 6.45                                             |
| 1954      | Kraft Television Theatre                 |                   | Série télévisée, épisode: Pardon My Prisoner                       |
| 1955      | Colgate Comedy Hour                      | Elle-même         | épisode 5.33                                                       |
| 1955      | A.N.T.A. Album of 1955                   | Elle-même         |                                                                    |
| 1958      | The Ed Sullivan Show                     | Elle-même         | épisodes 11.17, 11.19 and 11.32                                    |
| 1960      | Strangers When We Meet                   | Betty Anders      |                                                                    |
| 1960      | Hallmark Hall of Fame                    | Lise              | Série télévisée, épisode: Shangri-La                               |
| 1961      | The Bell Telephone Hour                  | Elle-même         | Série télévisée, épisode: The Music of Richard Rodgers             |
| 1961      | Yves Montand on Broadway                 | Elle-même         |                                                                    |
| 1971      | The David Frost Show                     | Elle-même         | épisode 3.109                                                      |
| 1971      | The Tonight Show Starring Johnny Carson  | Elle-même         | Feb 4, 1971                                                        |
| 1972      | 26e cérémonie des Tony Awards            | Elle-même         |                                                                    |
| 1973      | 27e cérémonie des Tony Awards            | Elle-même         |                                                                    |
| 1976      | The American Woman: Portraits of Courage | Mary Harris Jones |                                                                    |
| 1977      | Roseland                                 | Cleo              |                                                                    |
| 1975–1989 | Ryan's Hope                              | Maeve Ryan        | Série télévisée, 789 épisodes                                      |
| 1982      | Family Feud                              | Elle-même         | 8 février 1982                                                     |
| 1989      | Live with Regis                          | Elle-même         | 13 janvier 1989                                                    |
| 1989      | Entertainment Tonight                    | Elle-même         | 13 janvier 1989                                                    |
| 1989      | Another World                            | Hannah Tuttle     | Série télévisée, 2 épisodes                                        |
| 1993      | New York, police judiciaire              | Flo Bishop        | Série télévisée, épisode: Born Bad                                 |
| 1995      | The Cosby Mysteries                      |                   | Série télévisée, épisode: Last Tango                               |
| 1995      | All My Children                          | Nurse Harris      | Série télévisée, 2 épisodes                                        |
| 1997      | Neptune's Rocking Horse                  | Sadie             |                                                                    |
| 1997–1998 | One Life to Live                         | Dr. Maud Boylan   | Série télévisée, 6 épisodes                                        |
| 2009      | American Masters                         | Elle-même         | Série télévisée, épisode: Jerome Robbins: Something to Dance About |